# Theodor-Storm-Haus

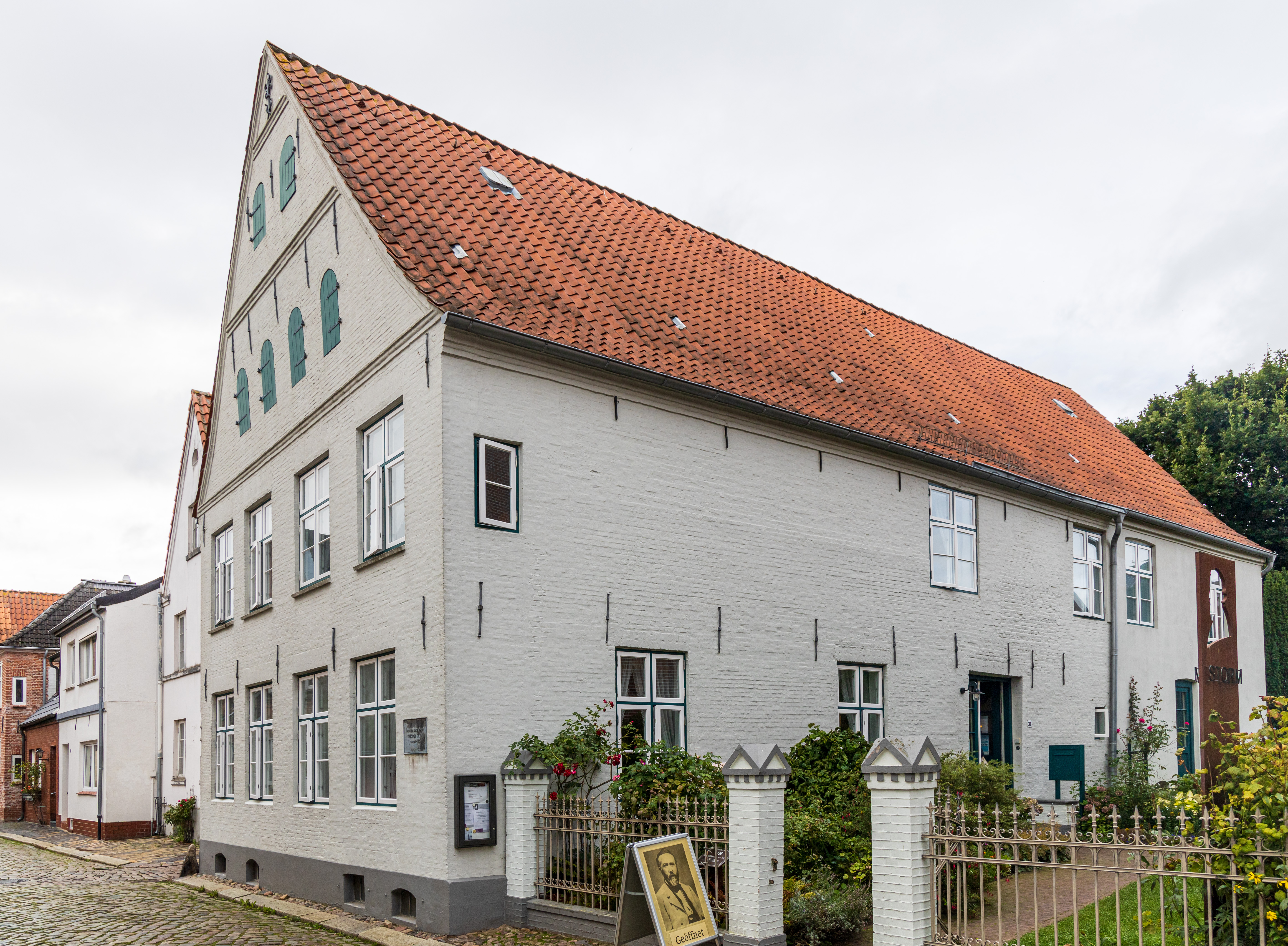
Das Theodor-Storm-Haus

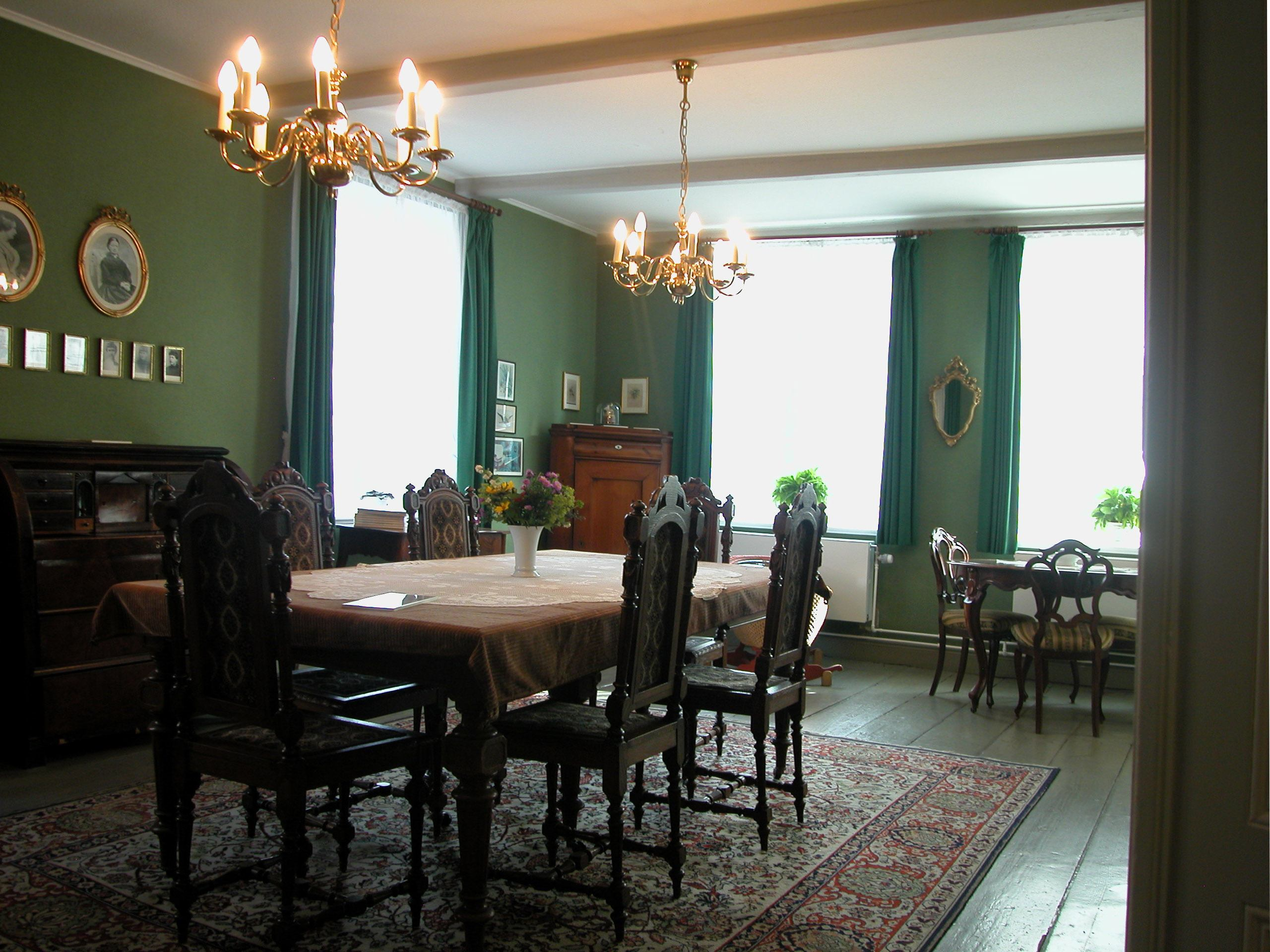
Wohnzimmereinrichtung

Das Theodor-Storm-Haus (Theodor-Storm-Museum, Storm-Zentrum) in Husum in Schleswig-Holstein ist ein Literaturmuseum für den Dichter und Schriftsteller Theodor Storm, der hier von 1866 bis 1880 lebte.
Im Erdgeschoss des Hauses in der Wasserreihe 31 befinden sich die ehemalige Landvogtei sowie das Arbeitszimmer Storms, im Obergeschoss befindet sich die sogenannte Geschirrstube mit altem Tafelporzellan. Daneben sind Bilder und Gegenstände aus dem Besitz des Dichters und seines Bekanntenkreises ausgestellt. Das Wohnzimmer ist annähernd im Zustand wie zu Storms Lebzeiten, das sogenannte Hademarschen-Zimmer ist eine Erinnerungsstätte an die letzte Lebensperiode des Dichters. Die übrigen Räume enthalten eine wissenschaftliche Bibliothek und ein Archiv, die für Forschungsvorhaben der Storm-Gesellschaft genutzt werden.
Im Storm-Haus hat die Theodor-Storm-Gesellschaft ihren Sitz.
Die Einrichtung wird seit 2011 von Christian Demandt geleitet.